# Selección de béisbol de Venezuela
La Selección de béisbol de Venezuela es la selección oficial que representa a la República Bolivariana de Venezuela en eventos internacionales de béisbol. La selección está integrada por jugadores venezolanos que en su mayoría participan en la Liga Venezolana de Béisbol Profesional y en las Grandes Ligas. El actual mánager es Omar López, reconocido por su gran desempeño como Coach en las Grandes Ligas y como mánager en la Liga Venezolana de Beisbol Profesional. 
En 2024 la selección venezolana ocupa el 4.º lugar de la clasificación mundial de la WBSC. En la rama femenina, Venezuela ocupa el 5.º lugar de la clasificación mundial de la WBSC.

## Copa Mundial de Béisbol
El primer gran logro de la selección venezolana ocurrió en 1941, cuando se coronó campeona del IV Campeonato Mundial de Béisbol realizado en La Habana, Cuba. Debido al triunfo, los jugadores fueron conocidos como los "Héroes del 41", el deporte continuó creciendo y en la siguiente edición de 1942 obtienen el tercer puesto. En las ediciones del Campeonato Mundial de 1944 y de 1945 Venezuela logró repetir el título.
Participaciones
| - 1940 : 4.º - 1941 : 1.º - 1942 : 3.º - 1943 : No clasifica - 1944 : 1.º - 1945 : 1.º - 1947 : 5.º - 1948 : No clasifica - 1950 : 3.º - 1951 : 2.º - 1952 : 6.º - 1953 : 2.º |  | - 1961 : 3.º - 1965 : No clasifica - 1969 : 4.º - 1970 : 6.º - 1971 : No clasifica - 1972 : No clasifica - 1973 : 3.º - 1974 : No clasifica - 1976 : No clasifica - 1978 : No clasifica - 1980 : 7.º - 1982 : No clasifica |  | - 1984 : 9.º - 1986 : 7.º - 1988 : No clasifica - 1990 : 12.º - 1994 : No clasifica - 1998 : No clasifica - 2001 : No clasifica - 2003 : No clasifica - 2005 : No clasifica - 2007 : 13.º - 2009 : 7.º - 2011 : 7.º |

## Premier 12
Participaciones
| - 2015 : 10.º - 2019 : 9.º - 2024: 4° |

## Juegos Panamericanos
Participaciones
| - 1951 : 5.º - 1955 : 3.º - 1959 : 1.º - 1963 : 4.º - 1967 : No participa - 1971 : 6.º - 1975 : 3.º - 1979 : 6.º - 1983 : 5.º - 1987 : 7.º |  | - 1991 : No participa - 1995 : No participa - 1999 : No participa - 2003 : No participa - 2007 : 8.º - 2011 : 6.º - 2015 : No participa - 2019 : No participa - 2023 : 7.º |

## Juegos Centroamericanos y del Caribe
Venezuela participó por primera vez en los Juegos Centroamericanos y del Caribe en la IV edición realizada en Panamá en 1938, en ella participó la selección de béisbol sin buenos resultados. En los VII juegos disputados en 1954 en México, la selección de béisbol obtuvo el triunfo.
Participaciones
| - 1926 : No participa - 1930 : No participa - 1935 : No participa - 1938 : 6.º - 1946 : 4.º - 1950 : No participa - 1954 : 1.º - 1959 : 2.º |  | - 1962 : 5.º - 1966 : 5.º - 1970 : 5.º - 1974 : 4.º - 1978 : 5.º - 1982 : 6.º - 1986 : 3.º - 1990 : No participa |  | - 1993 : 4.º - 1998 : 3.º - 2002 : 1 - 2006 : 3.º - 2010 : 5.º - 2014 : 6.º - 2018: 6° - 2023: 3.º |

## Juegos Bolivarianos
Participaciones
| - 1938 : 1.º - 1947-1948 : 2.º - 1951 : 1.º - 1961 : 1.º - 1965 : 1.º - 1970 : 1.º - 1973 : 2.º - 1977 : No se disputó - 1981 : 1.º |  | - 1985 : 1.º - 1989 : 1.º - 1993 : No se disputó - 1997 : No se disputó - 2001 : 2.º - 2005 : No se disputó - 2009 : 2.º - 2013 : 2.º - 2017 : 3.º |  | - 2022 : 3.º |

## Partidos

### Próximos encuentros
| Fecha                 | Ciudad            | Competición                     | Local       |                        | Resultado |                                    | Visitante            |
| --------------------- | ----------------- | ------------------------------- | ----------- | ---------------------- | --------- | ---------------------------------- | -------------------- |
| 8 de marzo de 2023    | Florida           | Amistoso                        | Venezuela   | Bandera de Venezuela   | 9:8       | Bandera de Estados Unidos          | Houston Astros       |
| 9 de marzo de 2023    | Florida           | Amistoso                        | Venezuela   | Bandera de Venezuela   | 6:4       | Bandera de Estados Unidos          | New York Mets        |
| 11 de marzo de 2023   | Miami             | Clásico Mundial de Béisbol 2023 | Venezuela   | Bandera de Venezuela   | 5:1       | Bandera de la República Dominicana | República Dominicana |
| 12 de marzo de 2023   | Miami             | Clásico Mundial de Béisbol 2023 | Puerto Rico | Bandera de Puerto Rico | 6:9       | Bandera de Venezuela               | Venezuela            |
| 14 de marzo de 2023   | Miami             | Clásico Mundial de Béisbol 2023 | Venezuela   | Bandera de Venezuela   | 4:1       | Bandera de Nicaragua               | Nicaragua            |
| 15 de marzo de 2023   | Miami             | Clásico Mundial de Béisbol 2023 | Israel      | Bandera de Israel      | 1:5       | Bandera de Venezuela               | Venezuela            |
| 18 de marzo de 2023   | Miami             | Clásico Mundial de Béisbol 2023 | Venezuela   | Bandera de Venezuela   | 7:9       | Bandera de Estados Unidos          | Estados Unidos       |
| 19 de octubre de 2023 | Santiago de Chile | Juegos Panamericanos de 2023    | Venezuela   | Bandera de Venezuela   | 1:3       | Bandera de Brasil                  | Brasil               |
| 22 de octubre de 2023 | Santiago de Chile | Juegos Panamericanos de 2023    | Cuba        | Bandera de Cuba        | 5:6       | Bandera de Venezuela               | Venezuela            |
| 24 de octubre de 2023 | Santiago de Chile | Juegos Panamericanos de 2023    | Colombia    | Bandera de Colombia    | 6:2       | Bandera de Venezuela               | Venezuela            |
| 25 de octubre de 2023 | Santiago de Chile | Juegos Panamericanos de 2023    | Chile       | Bandera de Chile       | 0:7       | Bandera de Venezuela               | Venezuela            |

## Roster para el Clásico Mundial de Béisbol 2023

### Roster Oficial
| Nombres y Apellidos | Posición                     |
| ------------------- | ---------------------------- |
| Omar López          | Manager                      |
| Carlos Mendoza      | Coach de banca               |
| Rodolfo Hernandez   | Coach de bateo               |
| Wilfredo Romero     | Asistente del Coach de bateo |
| Ivan Arteaga        | Coach de pitcheo             |
| Rouglas Odor        | Coach de primera base        |
| Ramon Borrego       | Coach de tercera base        |
| Luis Ramirez        | Coach de bullpen             |
| Javier Bracamonte   | Receptor del bullpen         |
| José Alvarado       | Pitcher                      |
| Silvino Bracho      | Pitcher                      |
| Endrys Briceño      | Pitcher                      |
| Max Castillo        | Pitcher                      |
| Jhoulys Chacin      | Pitcher                      |
| Emmanuel De Jesus   | Pitcher                      |
| Edwin Escobar       | Pitcher                      |
| Luis García         | Pitcher                      |
| Norwith Gudiño      | Pitcher                      |
| Carlos Hernández    | Pitcher                      |
| Darwinzon Hernandez | Pitcher                      |
| Elieser Hernandez   | Pitcher                      |
| Pablo López         | Pitcher                      |
| Jesús Luzardo       | Pitcher                      |
| Andres Machado      | Pitcher                      |
| Germán Marquez      | Pitcher                      |
| Martín Perez        | Pitcher                      |
| Jose Quijada        | Pitcher                      |
| Eduardo Rodriguez   | Pitcher                      |
| Jose Ruiz           | Pitcher                      |
| Ranger Suárez       | Pitcher                      |
| Anthony Vizcaya     | Pitcher                      |
| Jose Altuve         | Infielder                    |
| Luis Arraez         | Infielder                    |
| Eduardo Escobar     | Infielder                    |
| Andres Giménez      | Infielder                    |
| Hernán Pérez        | Infielder                    |
| Luis Rengifo        | Infielder                    |
| Eugenio Suárez      | Infielder                    |
| Gleyber Torres      | Infielder                    |
| Ronald Acuña Jr.    | Outfielder                   |
| David Peralta       | Outfielder                   |
| Anthony Santander   | Outfielder                   |
| Miguel Cabrera      | Infielder/DH                 |
| Robinson Chirinos   | Catcher                      |
| Salvador Pérez      | Catcher                      |
| Omar Narváez        | Catcher                      |

## Palmarés

Bandera de la Selección de béisbol de Venezuela

- Clásico Mundial de Béisbol:
  -  Medalla de bronce: 2009

- Copa Mundial de Béisbol (3):
  -  Medalla de oro: 1941, 1944 y 1945 .
  -  Medalla de plata: 1951 y 1953.
  -  Medalla de bronce: 1942, 1950, 1961 y 1973.

- Campeonato Sudamericano de Béisbol (2) :
  -  Medalla de oro: 1961, 1973.
  -  Medalla de plata: 2005.

- Juegos Panamericanos:
  -  Medalla de oro: 1959
  -  Medalla de bronce: 1955 y 1975.

- Juegos Centroamericanos y del Caribe (1):
  -  Medalla de oro: 1954.
  -  Medalla de plata: 1959.
  -  Medalla de bronce: 1986, 1998, 2006 y 2023.

- Juegos Sudamericanos:
  -  Medalla de oro: 2010

- Juegos Bolivarianos (8):
  -  Medalla de oro: 1938, 1951, 1961, 1965, 1970, 1981, 1985 y 1989.
  -  Medalla de plata: 1948, 1973, 2001, 2009 y 2013.
  -  Medalla de bronce: 2017 y 2022.

### Selección Sub-23
- Copa Mundial de Béisbol Sub-23
  -  Medalla de oro: 2021
  -  Medalla de bronce: 2018
- Campeonato Panamericano de Béisbol Sub-23
  -  Medalla de oro: 2017
  -  Medalla de bronce: 2013, 2020 y 2023.

### Selección Sub-18
- Campeonato Panamericano de Béisbol Sub-18
  -  Medalla de plata: 1997 y 2000.
  -  Medalla de bronce: 2009 y 2011.

- Sudamericano de Béisbol Sub-18
  -  Medalla de oro: 2023.

### Selección Sub-16
- Copa Mundial de Béisbol Sub-16
  -  Medalla de plata: 2001.
  -  Medalla de bronce: 1998.
- Campeonato Panamericano de Béisbol Sub-16
  -  Medalla de plata: 1998 y 2006.
  -  Medalla de bronce: 1997, 1999, 2000, 2002 y 2008.

### Selección Sub-15
- Copa Mundial de Béisbol Sub-15:
  -  Medalla de oro: 2012.
  -  Medalla de bronce: 2014.
- Campeonato Panamericano de Béisbol Sub-15
  -  Medalla de oro: 2022.
  -  Medalla de bronce: 2015.

### Selección Sub-14
- Campeonato Panamericano de Béisbol Sub-14
  -  Medalla de oro: 2000, 2001, 2008, 2010 y 2014.
  -  Medalla de plata: 1997, 1999, 2002, 2003, 2004, 2005, 2007, 2011 y 2015.
  -  Medalla de bronce: 1998, 2009 y 2017.

### Selección Sub-12
- Copa Mundial de Béisbol Sub-12:
  -  Medalla de plata: 2022.
  -  Medalla de bronce: 2011.
- Campeonato Panamericano de Béisbol Sub-12:
  -  Medalla de oro: 1991, 1995, 1998, 1999, 2000, 2002, 2003, 2007, 2008, 2009, 2010 y 2011.
  -  Medalla de plata: 1988, 1992, 2006 y 2023.
  -  Medalla de bronce: 1994, 1997, 2005, 2014 y 2021.

### Selección Sub-10
- Campeonato Panamericano de Béisbol Sub-10:
  -  Medalla de oro: 1998, 1999, 2000, 2002, 2004, 2009, 2011 y 2013.
  -  Medalla de plata: 1997, 2001, 2003, 2005, 2007, 2008, 2010 y 2024.

## Selección Femenina
- Copa Mundial Femenina de Béisbol:
  -  Tercer lugar: 2016
  -  Cuarto lugar: 2010

- Juegos Panamericanos:
  -  Medalla de bronce: 2015

- Campeonato Panamericano de Béisbol Femenino:
  -  Medalla de oro: 2009 y 2022.
  -  Medalla de plata: 2015 y 2019.

## Estadio Sede de la selección
Se prevé que sea el nuevo estadio de beisbol denominado Estadio Monumental de Caracas "Simón Bolívar" construido en la Rinconada, Caracas. Es uno de más grandes y modernos de Latinoamérica con capacidad para 40.000 espectadores sentados. Fue inaugurado para la Serie del Caribe de 2023, la cual se jugó entre dicho estadio y el estadio del Estado La Guaira (Estadio Fórum La Guaira).